# Gobionellus occidentalis
Gobionellus occidentalis är en fiskart som först beskrevs av Boulenger, 1909.  Gobionellus occidentalis ingår i släktet Gobionellus och familjen smörbultsfiskar. IUCN kategoriserar arten globalt som livskraftig. Inga underarter finns listade i Catalogue of Life.